# David Furnish

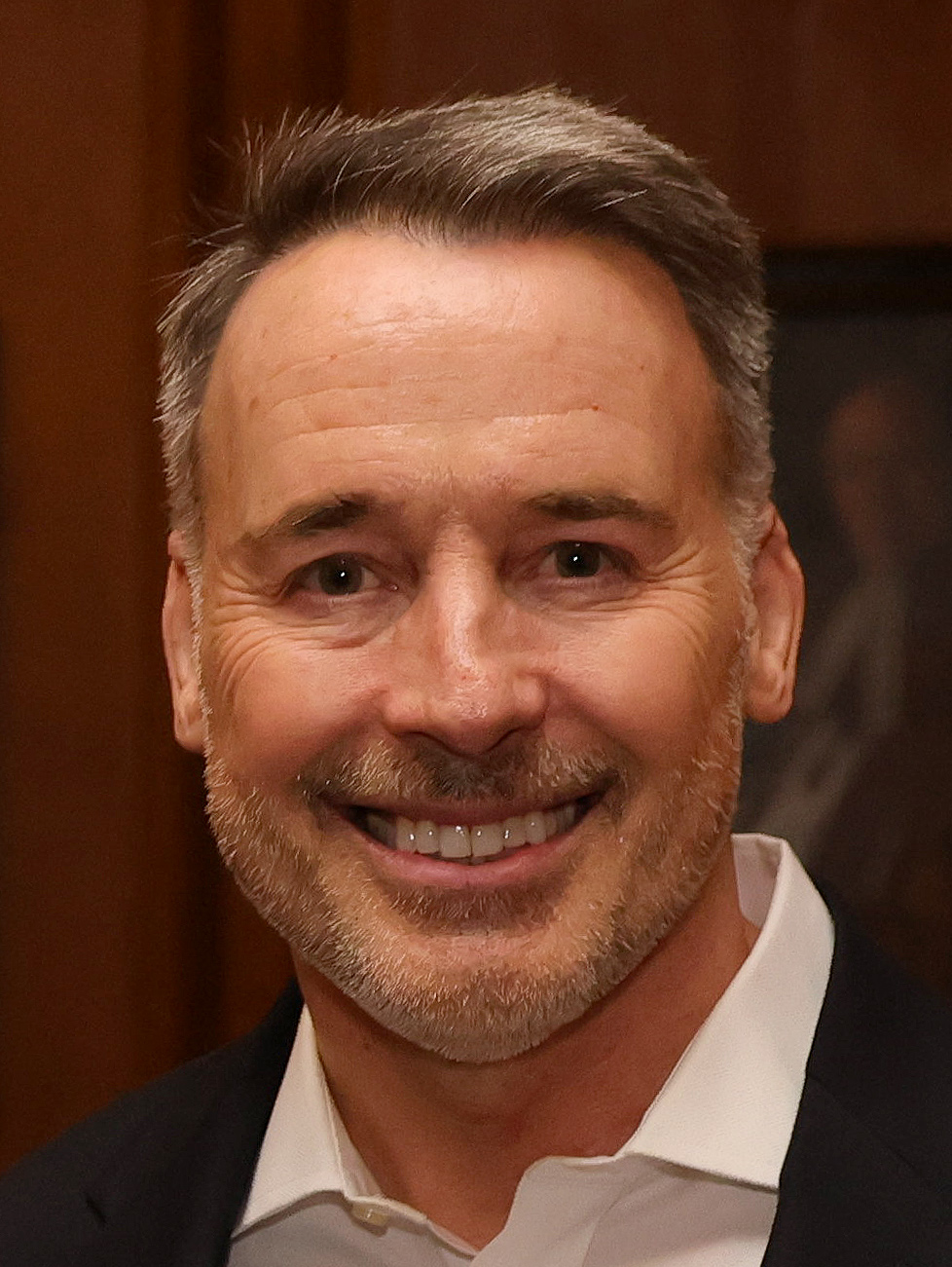
David Furnish (2024)

David Furnish (* 26. Oktober 1962 in Toronto) ist ein kanadischer Filmproduzent und Regisseur.

## Leben
Bekannt wurde Furnish vor allem für die Dokumentation Elton John: Tantrums and Tiaras. Er schreibt auch regelmäßig für die Zeitschrift Interview. Furnish ist ein ehemaliger Werbedesigner.
Im Jahr 1993 lernte er den Sänger und Komponisten Elton John kennen; die beiden leben seit Dezember 2005 in einer eingetragenen Lebenspartnerschaft. Im Dezember 2014 heirateten sie. Im Dezember 2010 brachte eine Leihmutter einen Sohn des Paares in einer Klinik in Kalifornien zur Welt. Als Eltern wurden Elton John und David Furnish in die Geburtspapiere eingetragen. Im Januar 2013 wurde in Kalifornien von derselben Leihmutter ein weiterer Sohn des Paares zur Welt gebracht. Patentante beider Kinder ist Lady Gaga.

## Filmografie
- 1997: Tantrums and Tiaras (Regisseur)
- 1999: Women Talking Dirty (Produzent)
- 1999: Desert Flower (Co-Produzent)
- 2002: Kofi Annan: Center of the Storm (Executive Producer)
- 2011: Gnomeo und Julia (Produzent)
- 2019: Rocketman (Produzent)
- 2024: Elton John: Never Too Late (Dokumentarfilm, Regie gemeinsam mit R. J. Cutler)